# جبل باهيا
جبل باهيا هو جبل يقع في جنوب المحيط الهادئ، على جزيرة بورا بورا. يبلغ ارتفاعه 661 مترًا (2169 قدمًا) فوق مستوى سطح البحر، وهو ثاني أعلى نقطة في الجزيرة، بعد جبل أوتيمانو المجاور له. جبل باهيا هو بركان خامد يشكل قمتين توأمين. يقع الجبل في وسط الجزيرة بجوار جبل أوتيمانو. تقع مدينة فايتاب عند قاعدة الجبل.

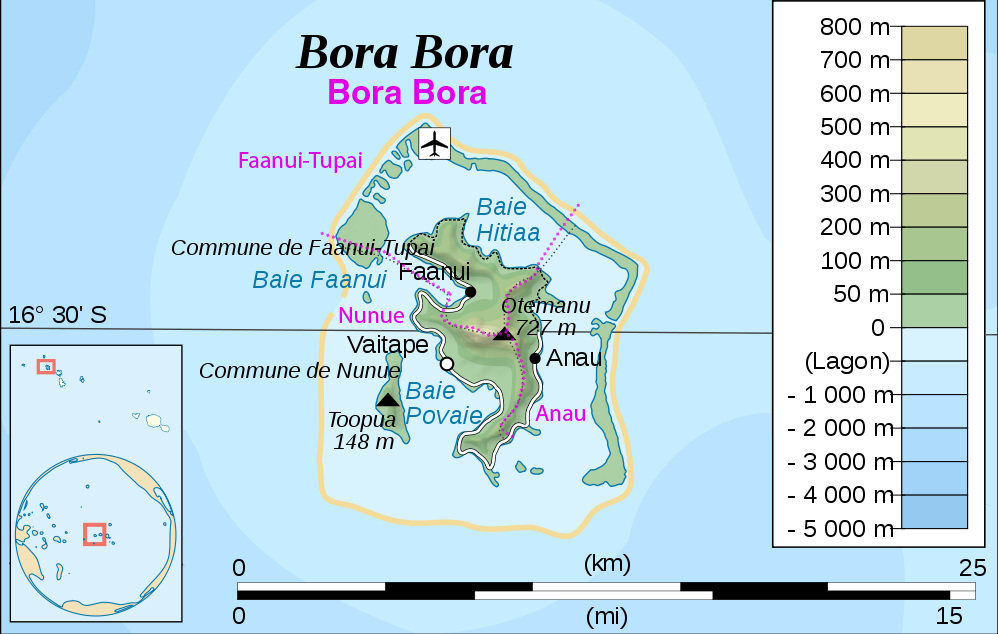
يقع جبل باهيا في وسط جزيرة بورا بورا بجوار جبل أوتيمانو

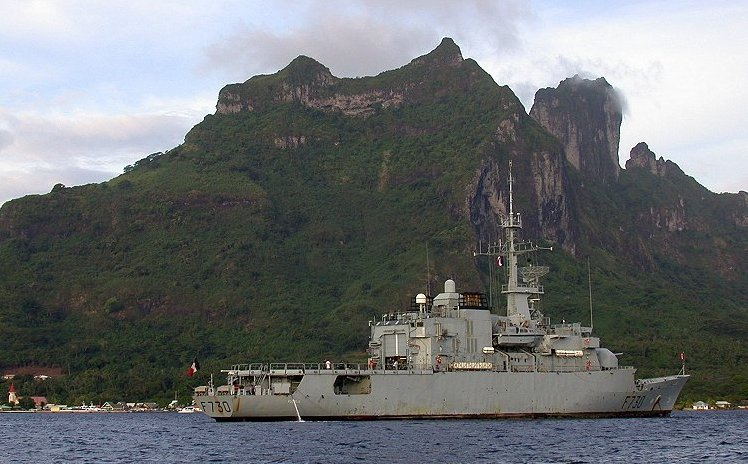
الفرقاطة الفرنسية فلوريال بجوار جبل باهيا في نوفمبر 2002